# Oradour, Cantal
Oradour är en kommun i departementet Cantal i regionen Auvergne-Rhône-Alpes i mitten av Frankrike. Kommunen ligger  i kantonen Pierrefort som ligger i arrondissementet Saint-Flour. År 2018 hade Oradour 243 invånare.

## Befolkningsutveckling
Antalet invånare i kommunen Oradour
Referens:INSEE